# Burg Trautson

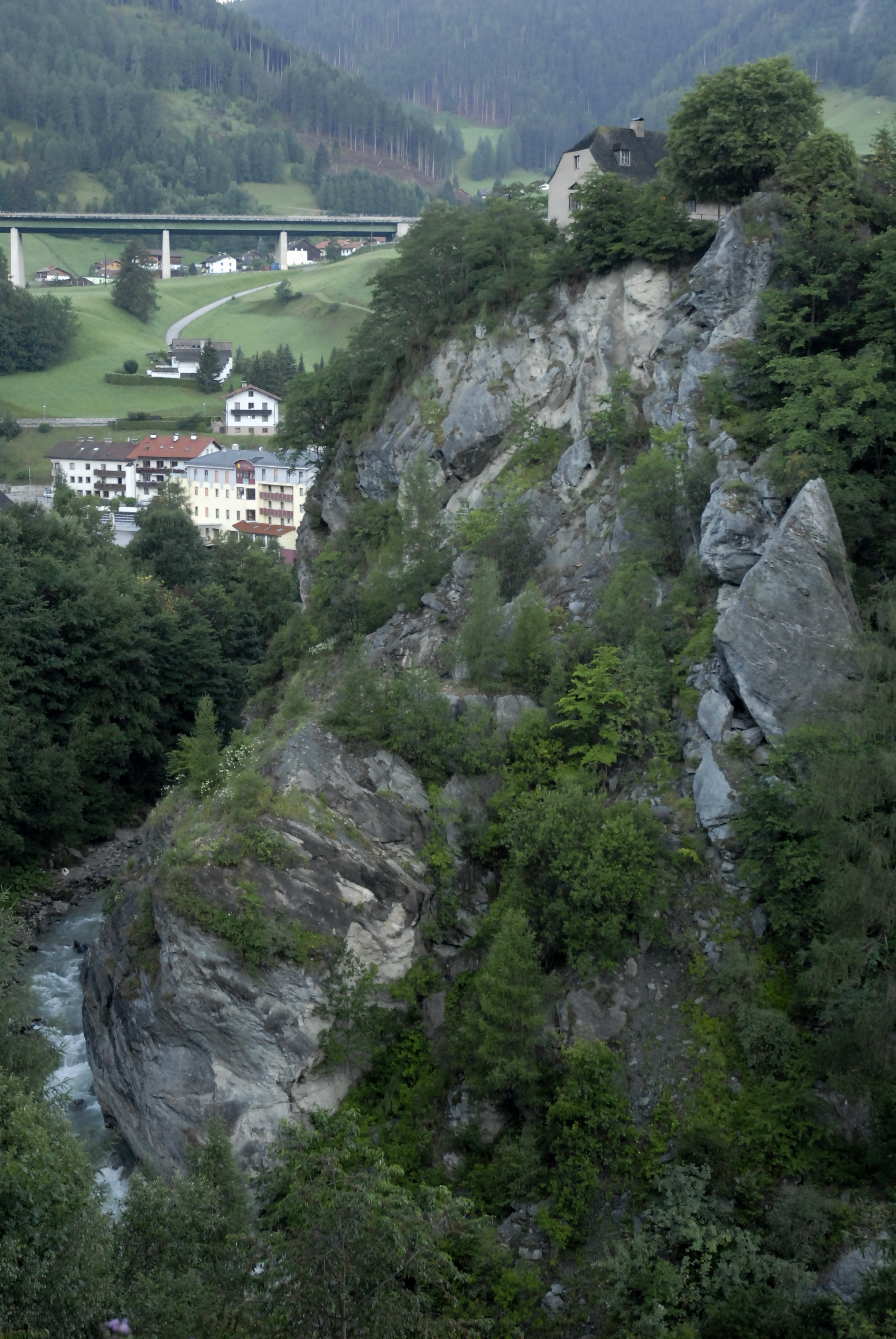
Burg Trautson heute

Die Burg Trautson (bisweilen auch hintere Veste Matrei oder auch Schloss Matrei am Brenner genannt) befindet sich in der Gemeinde Matrei am Brenner im Bezirk Innsbruck-Land von Tirol (Matreiwald 22). Sie ist die zuletzt errichtete der drei Burgen (Burg Raspenbühel, Burg Vogelbühel), die früher das Wipptal überwachten.

## Geschichte

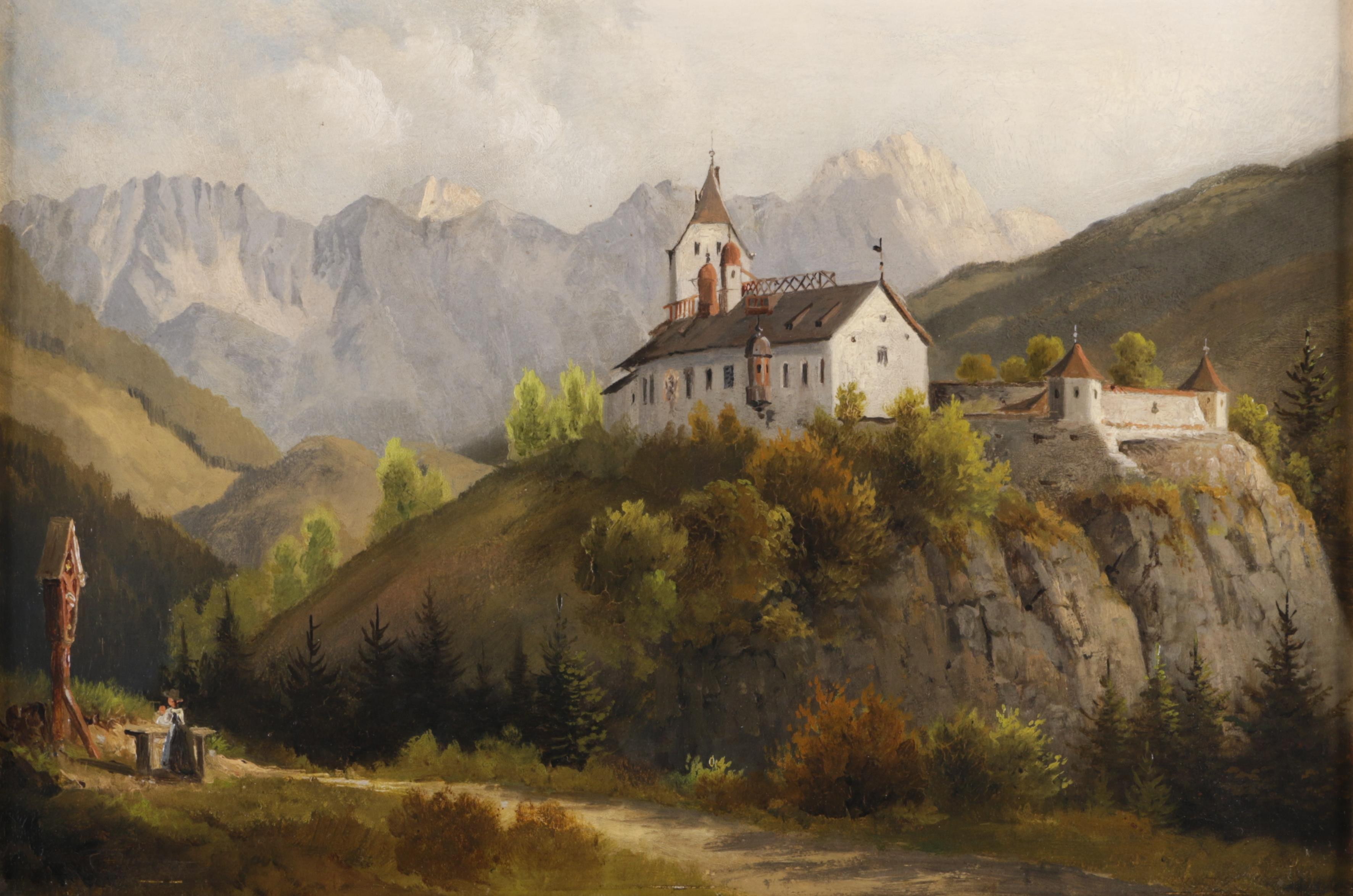
Schloss Trautson bei Matrei, unbekannter Maler des 19. Jahrhunderts

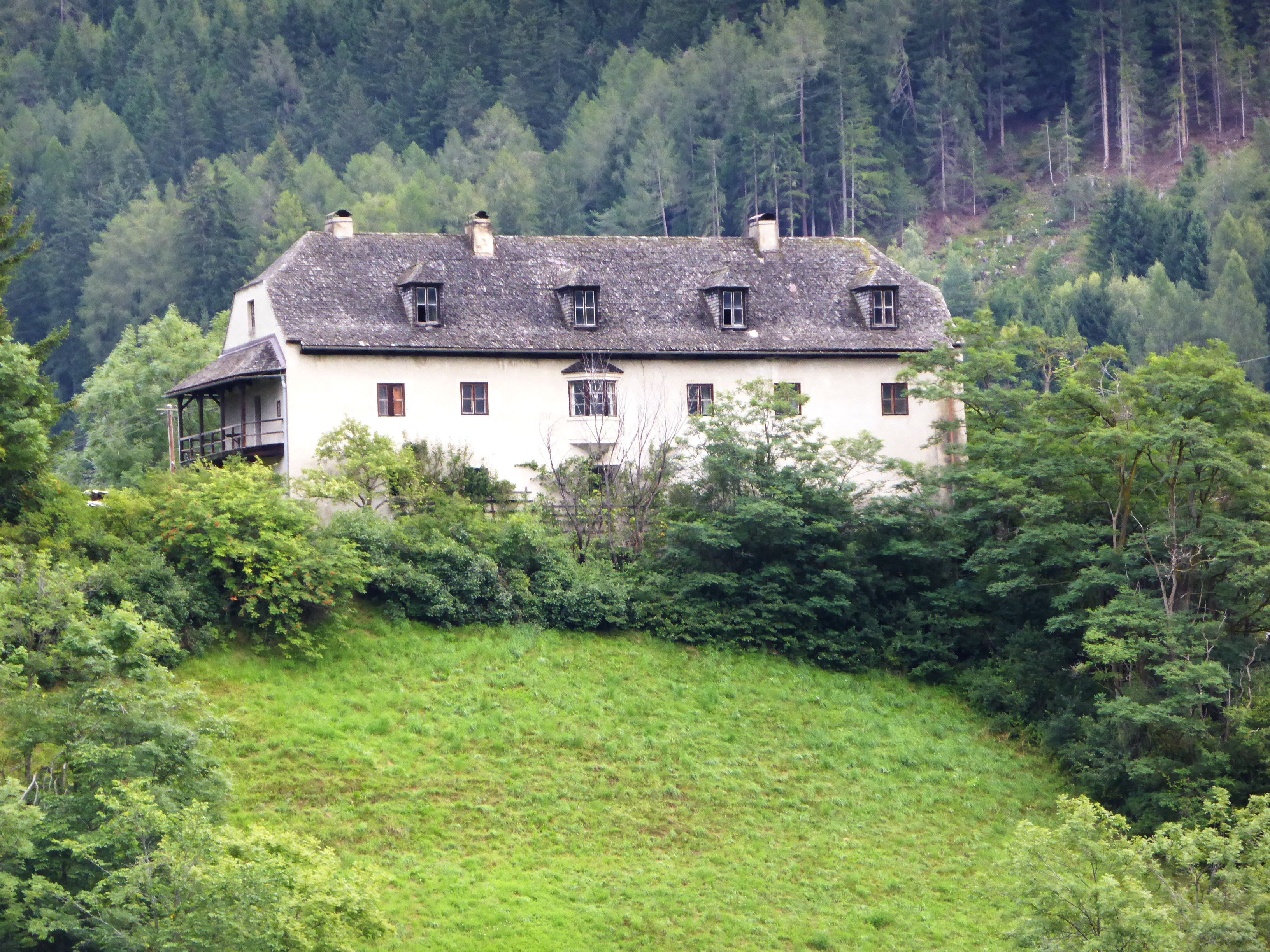
Burg Trautson heute

Der erste Burgenbau an dieser Stelle erfolgte durch den Grafen Albert III. von Tirol um 1221, nachdem dieser die im gleichen Jahr in Besitz genommene vordere Veste Matrei wieder an den an Heinrich von Neiffen, einem nahen Verwandten des Brixener Bischofs Bertold von Neifen zurückgeben musste. Diese hintere Veste Matrei hatte 1227 zuerst Kuno von Matrei inne, ein Gefolgsmann der Grafen von Tirol. Sein Sohn Ortto nannte sich Otto de Turrematrai. Von diesem ging die Burg an Kuno II. und dann an Auto von Matrei über. Dieser war auf der Burg Richter von Matrei und seit 1288 auch Richter von Innsbruck. Nach seinem Tod († 1318) ging die Burg auf Konrad, dem letzten der Herren von Matrei, über († 1360).
1368 besetzten die Bayern bei ihrem letzten Versuch, den Anschluss Tirols an Habsburg rückgängig zu machen, auch die Burg Matrei. Daraufhin belagerten der Brixener Bischof Johann von Platzheim und  Herzog Leopold III. von Österreich die von Konrad Schonsteter gehaltenen Festung. Dem habsburgischen Hauptmann Randolf Flansch von Villanders gelang es aber nicht, die Burg einzunehmen. Am Ende der Belagerung verkaufte am 7. Dezember 1368 Konrad Schonsteter die Burg an die Herzöge Stephan und Friedrich von Bayern. Erst durch den Frieden von Schärding 1369 wurde die Burg an Herzog Leopold III. von Österreich zurückgegeben.
Die einzige Tochter des Kuno von Matrei, Anastasia, vermacht 1369 ire veste, die hinder Mathreu mit Einverständnis des habsburgischen Herzogs ihrem Gemahl Hans Trautson von Sprechenstein. Später erhielt dieser auch die vordere Veste und 1395 den Raspenbühel. 1502 wurde die Burg von Sixt Trautson an den späteren Kaiser Maximilian I. verkauft. Die Trautson blieben aber noch für weitere zwölf Jahre auf der Burg. 1532 wurde die Burg an Albrecht von Stamp verliehen. Diese Familie blieb bis zum Tod des Troianus von Stamp Lehensinhaberin. 1581 wurde die Burg durch Erzherzog Ferdinand dem oberösterreichischen Kammerpräsidenten Cyriak Haidenreich von Pidenegg verliehen. Dieser ließ viele Umbauten durchführen. 1598 wurde die Burg dem Bruder des Cyriak, nämlich dem Georg Rudolf Haidenreich von Pidenegg, als Lehen gegeben. Danach wurde das nunmehrige Schloss von Anton Trautson 1600 zurückgekauft und er wurde durch Rudolf II. mit seinem Vetter Paul Sixt wieder mit dem Schloss belehnt. Der letzte der Trautsons war Johann Wilhelm († 1775). Nach seinem Tod ging das Erbe über die Tochter Maria Josepha an deren Gatten Karl Josef Fürst von Auersperg über. In dem Besitz dieser Familie sind auch heute noch die Reste des Schlosses.

## Burg Trautson einst und jetzt
Die langgestreckte Burg (90 × 20 m) lag auf einem Felsen oberhalb der Sill. Der älteste Bauteil (um 1225–1230 erbaut) war der als Wohnturm errichtete und an der Angriffsseite stehende Bergfried. Der Palas stand 12 Meter nördlich von dem Bergfried. Der Zugang lief vom Nordwesten kommend um den Bergfried herum. Im 15. Jahrhundert wurde der langgestreckte, im Westen liegende Trautson-Trakt errichtet. Durch Cyriak Haidenreich wurden weitere Zubauten vorgenommen und der früher freie Bereich zwischen Bergfried und dem Wohntrakt verbaut. Im 17. Jahrhundert wurde daraus der hauptsächliche Wohnbau der Burg mit einem Rittersaal im ersten Stock. Das ehemalige Burgtor wurde in der zweiten Hälfte des 16. Jahrhunderts durch ein Rundbogentor ersetzt. An der Ostseite umschloss eine niedrige Mauer die Burg.
Die Burg besaß eine Burgkapelle, die 1394 erstmals erwähnt wird (vermutlich das spätere Engelzimmer). Eine neue, die durch den Brixener Weihbischof Wilhelm Vintler der hl. Euphemia geweihten Kapelle wurde 1682 an der Westseite errichtet. Johann Wilhelm von Trautson hatte dafür noch ein Benefiziat gestiftet, das vom Brixener Bischof 1768 bestätigt wurde. Das barocke Kircheninnere wurde zuletzt 1896/1897 renoviert.

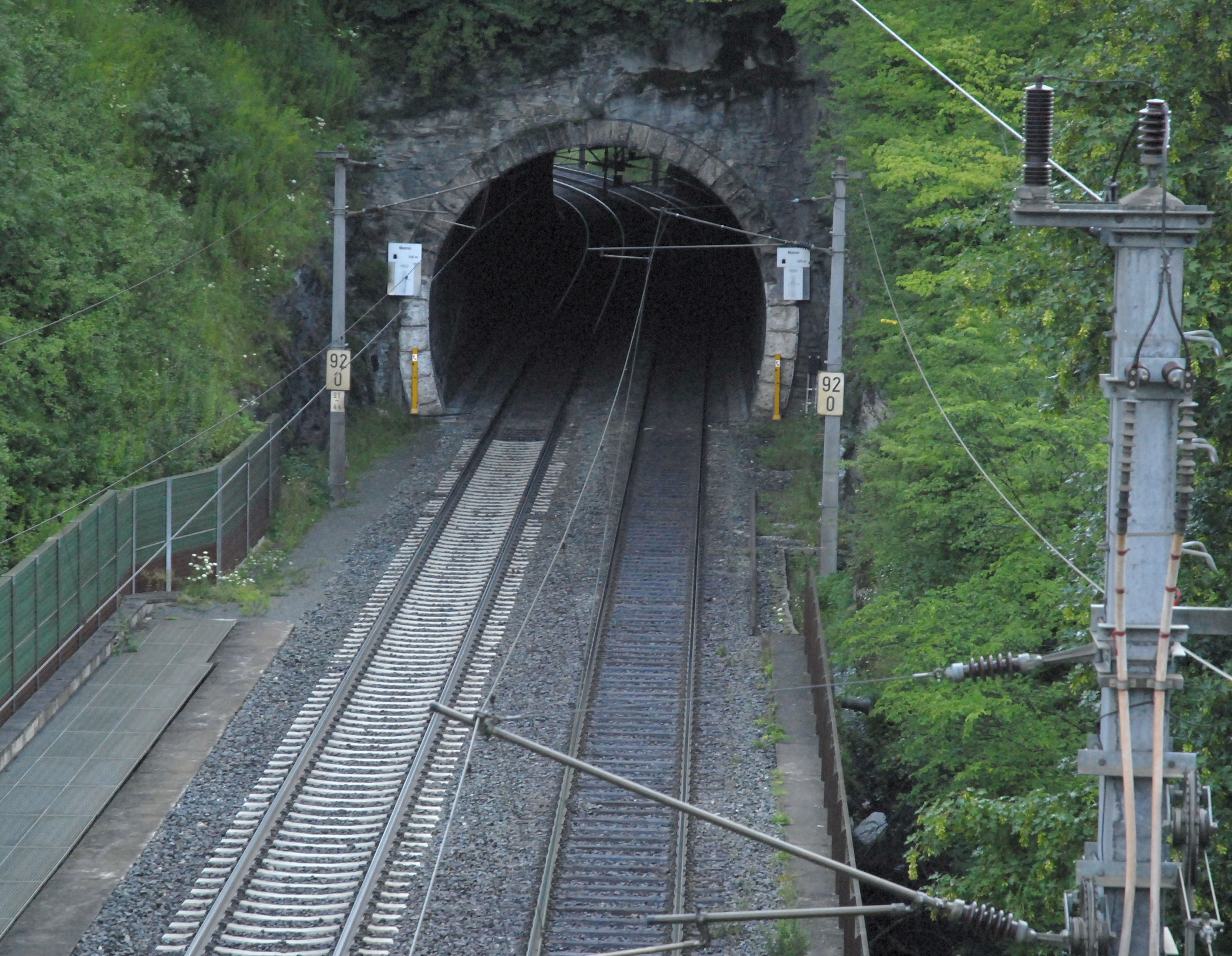
Tunnel der Brennerbahn unterhalb der Burg Trautson

Durch den Bau der Brennerbahn entstanden 1868 in der bis dahin gut erhaltenen Festung erste Schäden, die aber durch Einziehen von Eisenschließen und Restaurierungen von 1915 und 1927 wieder ausgebessert wurden.
Am 2. April 1945 wurde in einem in zwei Wellen vorgetragenen Luftangriff Schloss Trautson weitgehend zerstört. Vermutlich war die Brennerbahn bzw. die unter der Burg liegenden Brücke Ziel des Angriffs. 1947/1948 wurde der Burgplatz abgeräumt und es wurde zusammen mit den Resten der Kaplanei ein neues Wohngebäude errichtet.
Nach der Bombardierung wurden in den eingestürzten Wandteilen hochwertige Malereien gefunden, die teilweise abgenommen und gerettet werden konnten. Darunter war eine in Seccotechnik ausgeführte Turnierdarstellung aus Maximilianischer Zeit, ein Wappen der Trautsons vom Ende des 15. Jahrhunderts, eine Bildfolge über eine Schwankdichtung des Ritters Neidhart von Reuenthal, das dem sogenannten Kleinen Neidhartspiel entstammt, die Darstellung einer Bärenjagd aus dem dritten Viertel des 15. Jahrhunderts und das Bild einer Gämsenjagd.
Das Anwesen ist im Besitz der Familie Auersperg-Trautson.